# 호버카
호버카는 SF소설 작품에 나오는 이동용 차량이다. 현재의 자동차와 같은 방식으로 사용되는 이동 수단인데, 보통의 차량처럼 조종을 해야한다. 차이점은 나는 효과뿐이다.
실제 날 수는 없으나, 추진력을 사용해 지면으로부터 약간 떠 있게 된다. 반중력 원리 같은 것이 사용되어서 일반 차량에서 발생하는 마찰력을 없애게 된다. 공기부양차와는 달리 먼지를 날리지 않는다.
현실에서는 수면이나 평평한 땅위를 떠서 움직이는 호버 크래프트가 가장 유사하다고 볼 수 있다. 하지만 이런 것들을 호버카라고 부르지는 않는다. 호버카는 가상의 장치에만 사용되는 말이다. 스타 워즈나 스타트랙 같은 SF영화에서 볼 수 있다.